# Elección papal de 1153
La elección papal de 1153 siguió a la muerte del papa Eugenio III y resultó en la elección de Corrado Demetri della Suburra como papa Anastasio IV.

## Elección de Anastasio IV
El papa Eugenio III falleció el 8 de julio de 1153 en Tívoli. El 12 de julio, los cardenales eligieron como su sucesor al cardenal Corrado Demetri della Suburra, obispo de Sabina y decano del Colegio Cardenalicio, quien tenía 80 años. Tomó el nombre de Anastasio IV y fue coronado ese mismo día, probablemente en Roma.

## Cardenales electores
En julio de 1153 había 35 cardenales en el Sacro Colegio Cardenalicio, pero parece que no participaron más de 30 (quizás incluso menos) en la elección.
Seis electores fueron creados por el Papa Inocencio II, cinco por el Papa Celestino II, seis por el Papa Lucio II, doce por el Papa Eugenio III y uno por el Papa Pascual II.

## Ausentes
- Nicholas Breakspeare, Can.Reg., Obispo de Albano.[3]

- Rainaldo di Collemezzo, Abad de Montecassino (cardenal externo).[4]

- Bernardo de Porto, Can.Reg., Sacerdote de San Clemente.[5]

- Gregorio, Diácono de San Ángel.[6]

- Ildebrando Grassi, Can.Reg, Diácono de San Eustaquio.[7]